# 黑島結菜
黑島結菜（日语：／ Kuroshima Yuina，1997年3月15日—），日本女演員，沖繩縣出身，現居於沖繩。經紀公司為Sony Music Artists。由於演藝事業及學業無法兼顧，因此從日本大學攝影學系退學，專注於女演員之路。

## 經歷
黑島結菜原本對演藝界沒有特別的嚮往，因母親主動報名「沖繩美少女圖鑑賞」獲獎而踏入藝能界，以學生的身分同時進行演藝活動，在東京和老家沖繩之間往返。其後，因演出一連串如NTT DOCOMO等知名廣告而打開知名度。2014年，參演電影《咒怨：終結的開始》。
2015年，包括生涯初次主演的電影《明日若至》，一共6部電影上映，被媒體喻為次世代值得注目的演員之一。2016年首次擔綱連續劇主演（「穿越時空的少女」），從2015年以來，能在20歲以下於「黃金檔連續劇」初主演的只有廣瀨鈴（《學校的階梯》）和與黑島同年的芳根京子（《表參道高校合唱部！》）。
2022年主演NHK第106部晨間劇《心胸咚咚》主人翁。

## 人物
- 拿手的科目是數學、物理[2]。
- 曾多次在訪問中提及目標的女演員是同為沖繩人的滿島光。[5]

## 戲劇作品

### 電影
- 向日葵～難忘沖繩那一日的天空～（2013年1月26日）
- 咒怨：終結的開始（2014年6月28日，Showgate） - 弥生[6]
- 如果明天（2015年3月21日，United Entertainment） - 主演・佐佐木美希[4]
- 閃爍的愛情（2015年3月14日，東寶） - 杉本真央[7][8]
- 咒怨：最終章（2015年6月20日，Showgate） - 弥生
- 流浪者年代記（2015年6月27日，日本華納兄弟） - 碧[9]
- 盜愛之家（2015年8月22日，Phantom Film） - 森山明日香[10]
- 在流星消逝前（日语：流れ星が消えないうちに#映画）（2015年11月21日，Ark Entertainment） - 本山繪里
- 老年交響樂團（日语：オケ老人）（2016年11月11日，Phantom Film） - 野野村和音
- 電影版妖怪手錶：飛天巨鯨與兩個世界的大冒險喵！（2016年12月17日，東寶）
- 重啟咲良田 - 主演 春崎美空 
  - 上集（2017年3月25日，Showgate）
  - 下集（2017年5月13日，Showgate）
- 戀愛的我是女主角嗎？（日语：プリンシパル (漫画)）（2018年3月3日，Aniplex）- 主演 住友系真
- 十二個想死的少年（2019年1月25日，日本華納兄弟）- 芽依子
- 王牌辯士（日语：カツベン!）（2019年12月13日，東映）- 栗原梅子
- 沒有黎明的愛情(日語：明け方の若者たち)（2021年12月31日，PARCO）- 女
- 鋼之錬金術師真人電影系列 - 蘭芳
  - 鋼之鍊金術師 完結篇 復仇者斯卡（2022年5月20日，日本華納兄弟）
  - 鋼之鍊金術師 完結篇 最後的鍊成（2022年6月24日，日本華納兄弟）
- 夏目的結婚對象（2024年9月6日，日本華納兄弟） - 品川真珠

### 動畫電影
- 劇場版 森林家族 來自芙蕾雅的禮物（2023年11月23日，永旺娛樂） - 主演·芙蕾雅[11]

### 電視劇
- 天才主廚的饗宴 第9集（2013年3月10日，富士電視台）
- 孫子的名字〜鷗外爸爸的命名騒動7日間〜（2014年7月23日，NHK BS Premium） - 森茉莉
- 青色火焰 第2集 - 第11集（2014年7月25日 - 9月26日，東京電視台） - 津田洋美[12]
- 十七歳（2014年8月30日，富士電視台TWO（日语：フジテレビTWO）） - 山崎アカリ[13]
- 對不起青春！（2014年10月12日 - 12月21日，TBS） - 中井貴子
- NHK晨間劇
  - 阿政 （2015年2月16日 - 21日，第20週） - 中村秀子
  - 緋紅 第81集 - 第97集 （2019年9月30日 - 2020年3月28日）- 松永三津
  - 灶動的心 （2022年4月11日 - 9月30日）- 主演・比嘉暢子
- 新･奇蹟的動物園 旭山動物園物語2015（2015年4月10日，富士電視台） - 夏木秋子
- NHK大河劇
  - 花燃 第17集 - 第37集（2015年） - 高杉雅
  - 韋駄天～東京奧運故事～ 第21集 - 第24集（2019年） - 村田富江
- 第一列電車運行（2015年8月10日，NHK廣島） - 主演・雨田豐子
- 武士老師（2015年10月23日 - 12月11日，朝日電視台） - 赤城幸子
- 戀之三陸 坐上聯誼列車出發!（2016年2月27日 - 3月12日，NHK綜合） - 岩渕七海、旁白
- 再見了德彪西鋼琴偵探岬洋介（2016年3月18日，日本電視台） - 主演 真田遥
- 暗夜英雄NAOTO （2016年4月15日 - 7月1日，東京電視台） - 田之上栞
- 穿越時空的少女（2016年7月9日 - 8月6日，日本電視台） - 主演・芳山未羽
- 夏目漱石之妻（2016年9月24日 - 10月15日，NHK綜合） - 山田房子、旁白
  - 夏目漱石之妻 番外篇「漱石先生を待ちながら」 第4集（2016年10月11日，NHK綜合）
- 東京街角大廚（2017年5月 - 放送中止，WOWOW） - 主演・澤渡楓
- 跑女戰國行（2017年9月23日 - 12月16日，NHK綜合） - 主演・速川唯/唯之助
  - 跑女戰國行特別篇「唯＆若君 時空を超えた恋のキセキ！」（2018年12月23日）
  - 跑女戰國行SP〜超時空ラブコメ再び〜（2018年12月24日）
- 看不見的臉 （2018年8月4日 - 9月8日，WOWOW） - 六道菜菜美
- 世界奇妙物語 '19 雨之特別篇「為倒立少女而彈的鳴奏曲」（2019年6月8日，富士電視台） - 吉野八重
- FLY! BOYS,FLY!～我們開始當CA～（2019年9月24日，關西電視台・富士電視台） - 高山翼
- 死役所 第1集 - 第5集（2019年10月16日 - 11月13日，東京電視台） - 三樹滿
- 人氣女神：拉麵食遊記（2020年4月20日 - 6月8日，東京電視台） - 汐見柚鳥
- 戰爭童畫集 〜第75年的短篇故事〜 第3話 よっちゃん（2020年8月24日，NHK綜合） - 主演・よっちゃん
- 閻魔堂沙羅的推理奇譚 第3回、第4回（2020年11月14日、21日，NHK綜合） - 澤木夏帆
- 悲熊系列（NHK綜合） - 栗林忠子
  - 悲熊（2020年12月18日 - 24日）
  - 悲熊2（2021年12月13日 - 22日）
- 名作照明劇「遙的光」（2021年2月8日 - 3月8日，NHK教育） - 主演・幸本遙
- 世界奇妙君物語 第1集（2021年3月5日，WOWOW） - 主演・田上浩子
- 流星（2021年3月22日，NHK BS Premium） - 夢野瑪莉
- 詐欺獵人（2022年10月21日 - 12月23日，TBS） - 吉川冰柱

### 網路劇
- 咒怨之始（2020年7月3日，NETFLIX） - 主演・本庄遙香

### 舞台劇
- 虹とマーブル（2015年8月22日─9月6日，世田谷Public Theater）

## 音樂錄影帶
- SPICY CHOCOLATE（日语：SPICY CHOCOLATE）〈ずっと〉feat. HAN-KUN & TEE（2014年2月12日）

## CM
- 日本郵便 × 佳能 PIXUS「笑顔、つながる。写真年賀状プロジェクト2013」
  - 「親友」篇（2012年）
- Benesse 進研ゼミ大学受験講座
  - 「9万問の入試分析」篇（2013年11月 - ）
- NTT DOCOMO
  - LTE（2013年11月 - ）
  - 新料金プラン（2014年5月 - ）[14]
- 瑞穗銀行 ATM Network
  - 「イオン銀行ATM提携（遠回り）」篇（2014年2月 - ）
- LOWRYS FARM
  - 「GIRL MADE IN LOWRYS FARM」（2014年3月 - ）[15][16]
- 瑞穗金融集團
  - 「Power of Blue」篇（2014年6月 - ）
  - 「スマホで口座開設。」篇（2015年12月 - ）
  - 「スマホ、便利。」篇（2016年9月 - ）
- KURARAY ミラバケッソ
  - 「ニューヒロイン登場」篇（2014年12月 - 2015年1月）
  - 「ミライの可能性（書道家）」篇 / 「ミライの可能性（バイオリニスト）」篇 / 「ミライの可能性（フォトグラファー）」篇（2015年12月 - 2016年1月）
  - 「ミラバケッソの魔法」篇（2016年12月 - 2017年1月）
- 可爾必思 Water
  - 「海の近くで 初夏」篇（2015年3月 - 2016年2月）
  - 「風鈴の中で 夏」篇（2015年7月 - ）
- BOURBON プチシリーズ（2016年3月 - ）
- マイナビ2018（My Navi 2018，畢業生導向就職情報篇；與哆啦A夢共同代言）
  - 「公園」篇（2017年2月 - ）
- 可果美
  - 野菜生活100 Peel&Herb
    - 「朝のスタート」篇 / 「午後4時のリフレッシュ」篇（2017年3月 - ）
    - 「午後10時のリラックスタイム」篇（2017年9月 - ）

  - トマトの会社から、野菜の会社に。
    - 「宣言」篇（2017年11月 - ）
- JR東日本 東京車站城
  - 「START with YOU」（2018年3月 - ）
- 京急電鐵 KEIKYU for YOU
  - 「三浦半島 for YOU」篇（2019年7月 - ）
  - 「三浦半島 for YOU 冬春」篇（2020年1月 - ）
- Google × FLY! BOYS,FLY!～我們開始當CA～（2019年9月24日）
- SUNTORY 黒烏龍茶
  - 「糖避けて、脂避けない」篇（2020年2月 - ）
- 日總工產
  - 工場求人ナビ「救世主編」（2021年10月 - ）
- Panasonic 家電と食のサブスク foodable
  - 「おうちでご当地米食べ比べ体験」「おうちで初めてのパン職人体験」「おうちでミクソロジーBar体験」（2021年12月 - ）
- 日本菸草產業「ひといき習慣」
  - 「マニフェスト」篇（2022年6月 - ）
- 医食同源.com iSDG口罩
  - 「ダンス篇」（2022年7月 - ）

## 外部連結
- 黑島結菜Sony Music Artists官方網站（页面存档备份，存于）
- 黑島結菜的Instagram帳戶
- 黑島結菜經紀人的Instagram帳戶
- 黑島結菜家犬的Instagram帳戶
- 黑島結菜在互联网电影资料库（IMDb）上的資料（英文）